# Giovanni Arena
Giovanni Arena (Catania, 9 agosto 1956) è un mafioso italiano.

## Biografia
Latitante dal 15 dicembre 1993 al 26 ottobre 2011, dopo essere sfuggito alla cattura nell'operazione "Orsa maggiore", è stato considerato prima uomo della famiglia mafiosa di Nitto Santapaola ma nel 2007 se ne staccò, avvicinandosi al clan Sciuto detti Tigna, legati al clan Cappello. Il suo nucleo familiare controllava il famigerato 'palazzo di cemento' del quartiere Librino, centro nevralgico dello spaccio di droga, in contrapposizione alla famiglia dei Nizza, rimasti legati invece ai Santapaola-Ercolano.
Inserito nell'elenco dei trenta latitanti più pericolosi d'Italia, per la sua cattura, il 22 febbraio 2005, la ricerca è stata estesa in campo internazionale, ma è stato arrestato a casa sua, nel quartiere Librino di Catania.
Sotto processo per omicidio, associazione a delinquere di stampo mafioso, detenzione di armi e narcotraffico, è stato condannato all'ergastolo per l'omicidio di Maurizio Romeo, ucciso nel 1989 perché appartenente a una famiglia rivale.